# Distrito Norte (Cáceres)
El Distrito Norte es un distrito administrativo de la ciudad española de Cáceres. Tiene una población de 19 350 personas, una extensión superficial de 781 hectáreas (la mayor de toda la ciudad) y una densidad de 2.375 habitantes/km². 
El distrito Norte, al igual que el resto de distritos, es creado por el Reglamento de los Distritos y de la Participación Ciudadana del Ayuntamiento de Cáceres.

## Demografía y división administrativa

### Límites del distrito
El distrito queda delimitado por:
- La  CC-324 , de Casar de Cáceres a Cáceres.
- La  N-521 , de Trujillo a Portugal por Valencia de Alcántara.
- La Sierra de la Mosca, en su parte más meridional.

## Representantes del distrito.
Presidente del Distrito: concejal, Pedro Muriel
Videpresidente 1º: concejal, Ángel Orgaz
Vicepresidente 2º: Raúl Pérez 

## Barrios del distrito Norte

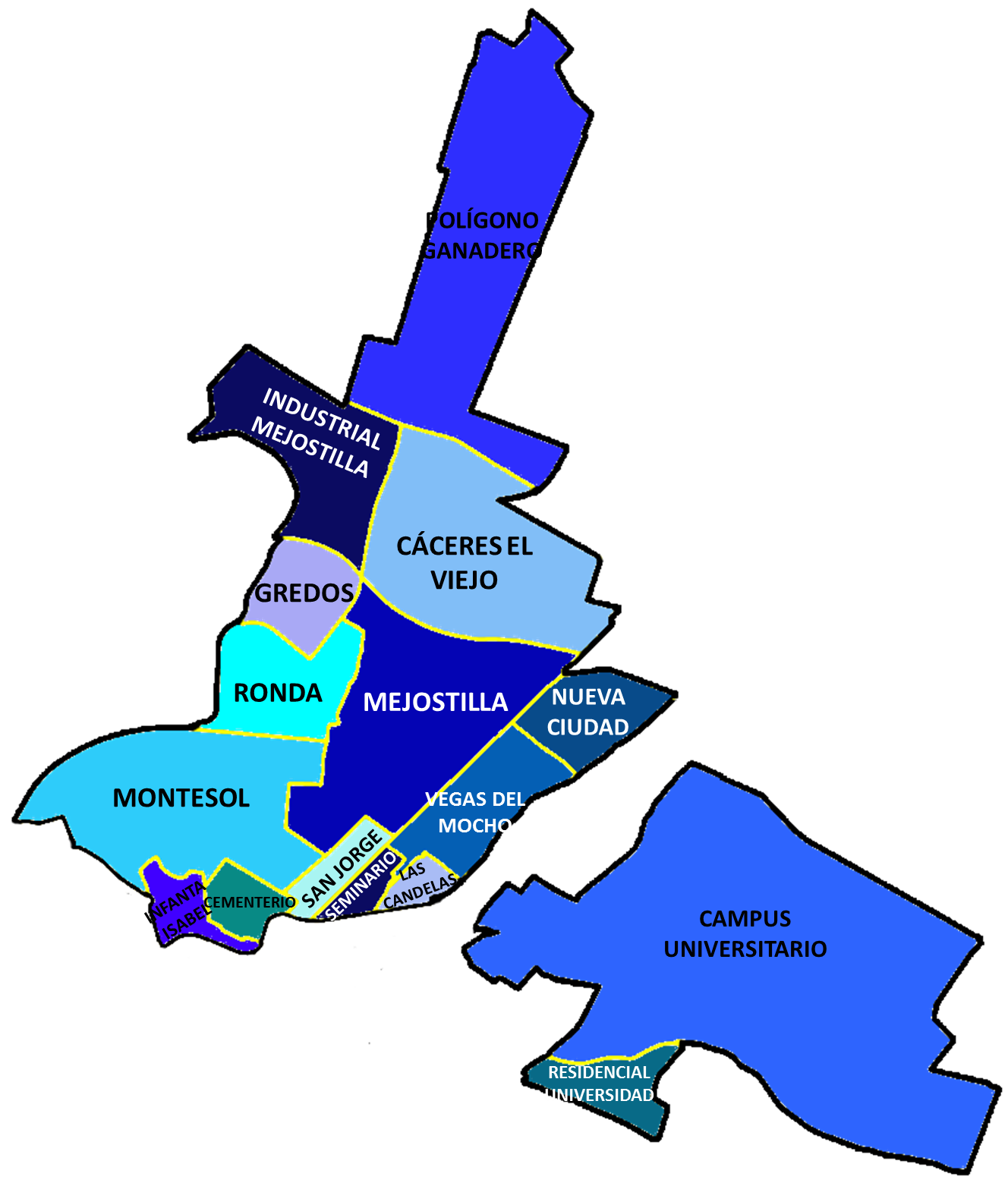
Barrios del distrito Norte de Cáceres

El distrito está dividido en los siguientes barrios: 
- Cáceres el Viejo
- Campus Universitario
- Cementerio
- Gredos
- Industrial Mejostilla
- Infanta Isabel
- Las Candelas
- Mejostilla
- Montesol
- Nueva Ciudad
- Polígono Ganadero
- Residencial Universidad
- Ronda
- San Jorge
- Seminario
- Vegas del Mocho

## Ocio y otros lugares de interés

### Zonas Comerciales
El Parque Comercial Ronda Norte, ubicado en la Ronda Norte de Cáceres, un complejo comercial donde está instalada una tienda deportiva "Sprinter", una tienda de electrodomésticos Electrocash, un restaurante de comida rápida Burger King, una tienda de calzados (Merkal Calzados) y un supermercado Aldi; 
En el barrio de Montesol también hay una zona comercial con supermercados de las cadenas Mercadona, Lidl y Dia.
Otra zona comercial en desarrollo es el parque comercial de Montesol, que actualmente tiene una restaurante de comida rápida McDonald's, y que en un futuro incluirá varias superficies comerciales.
En la avenida Héroes de Baler se sitúa el centro de oportunidades-fábrica de El Corte Inglés. Además, la calle Pedro Romero de Mendona concentra también gran actividad, ya que en esta vía hay locales de diverso ámbito, como bares, multitiendas, peliquerías o librerías, entre otros.
Los miércoles por la mañana tiene lugar la celebración del denominado "mercado franco" en Vegas del Mocho.

### Parques
Este es el listado de parques del Distrito Norte:
- Parque Arroyo del Cuartillo
- Parque Diosa Ceres.
- Parque El Cuartillo
- Parque Residencial Ronda.
- Parque Fernando Pérez González
- Parque Fernando Turégano Valiente.
- Parque Montesol II
- Parque Residencial Gredos
- Parque Rústico de Cáceres el Viejo
- Parque de los Olmos
- Parque Vía de la Plata.

### Otros lugares de interés
- La iglesia de San Juan Macias (de estilo moderno), pionera de las barriadas cacereñas en acoger la celebración del acto del desfile de la Semana Santa de Cáceres de dicha iglesia. La cofradía de la Victoria desfila en procesión, recorriendo algunas calles del barrio, formando un desfile con hermanos con hábito blanco-negro y una imagen, celebrándose el 24 de marzo, miércoles previo al Domingo de Ramos (Miércoles de Pasión).

- El polígono empresarial Mejostilla (un polígono industrial con unas 250 naves edificadas).

- El Centro de Salud Juan Manuel Gutiérrez Hisado comenzó a funcionar el 23 de febrero de 2009, aunque fue inaugurado el 13 de marzo del mismo año. Se encuentra en la calle Pedro Romero de Mendoza. También está el Hospital Virgen de Guadalupe en la Av. de la Universidad.

- El centro cívico Mejostilla se encuentra en la C/ Arsenio Gallego Hernández, esquina con C/ Pedro Romero de Mendoza.

- La Comandancia de la Guardia Civil, que tiene su sede en la avenida de la Universidad.

- La Casa de Cultura Distrito Norte se sitúa en Gredos, en la calle Río Jaranda.

- En el apartado deportivo, hay dos campos de fútbol 11 de césped artificial llamado estadio Pinilla, una pista skatepark, además del pabellón municipal o polideportivo Kim Young Goo (con pista de tenis, pabellón, etc) y el pabellón municipal San Jorge. Hay cinco pistas de fútbol sala repartidas por el distrito, además de piscinas en Mejostilla IV y Cáceres El Viejo.

- La Universidad Popular tiene un Taller de Empleo "CIFE" (Centro Integral de Formación y Empleo) en la Av. Héroes de Baler.

- La Red de Solidaridad Popular fue creada en marzo de 2014 con la idea de crear un proyecto colectivo solidario que, huyendo de la beneficencia, buscara cubrir las necesidades básicas de los vecinos más golpeados por la crisis. Desde el principio se ha buscado que las acciones sean acordadas y puestas en marcha por todas las personas de la Red, que se parta de las demandas y necesidades de todos/as. En la actualidad participan en la asamblea de la RSP un centenar de personas. Los proyectos en marcha son una Despensa solidaria (que atiende ya a 40 unidades familiares y a más de 250 personas) y la puesta en marcha de una biblioteca y recogida de material escolar, así como clases de apoyo. Se combinan las acciones de solidaridad en red con acciones reivindicativas (manifestaciones, concentraciones, asistencia a plenos municipales...). La sede se encuentra en la calle Cayetano Polo, n.º 7.

- Nuevo Centro del Conocimiento (NCC): desde el año 2002 funciona en la Asociación de Vecinos de "La Mejostilla" el Nuevo Centro del Conocimiento (NCC) de La Mejostilla. Desde entonces se ha impartido formación y actividades para todos los vecinos del barrio y del resto de la ciudad de Cáceres, siguiendo las directrices del Plan de Alfabetización Tecnológica y Software Libre de Extremadura. En este NCC se imparten talleres gratuitos para acercar el manejo del ordenador e Internet a las personas mayores de 16 años que nunca han tenido la ocasión de aprender, no lo pueden hacer por su cuenta o no pueden recibir ayuda de sus familiares o amigos. Desde hace unos años, además de este tipo de actividades se está haciendo hincapié en todo tipo de actividades relacionadas con la búsqueda de empleo en la Red.

Federación de Distrito Norte.
En 2024 se ha creado la Federación Distrito Norte, impulsada por cuatro asociaciones fundadoras. Detrás de esta iniciativa están los colectivos vecinales de Montesol, Mejostila, la Urbanización Cáceres el Viejo y la asociación cultural Fan de Extremadura.
«La creación de esta federación es una respuesta directa a la necesidad de una voz unificada que represente a los ciudadanos del distrito norte y que trabaje en pro de sus intereses comunes», asegura la nueva federación en un comunicado. Entre sus reivindicaciones está la mejora de las líneas de autobús que pasan por la zona (como la línea 8), la recuperación del local abandonado de la piscina de Pinilla y transformar la cárcel vieja de la avenida Héroes de Baler en un centro cultural y social con semilleros para asociaciones.
Además, se han integrado como socias colaboradoras las siguientes asociaciones: Asociación Coro Rociero de Cáceres, Asociación Vecinal Residencial Universidad, Asociación Motera Buitres Leonaos, Asociación Emex Cáceres (Esclerosis múltiple), Asociación Vecinal residencial Gredos, Asociación Anex Cáceres (Alcohólicos nominativos de Extremadura), Asociación Paseo Alto (en Defensa del parque más antiguo de Cáceres) ampliando así la red de colaboración y representación de la federación.

### Fiestas vecinales
Las fiesta vecinales se celebran últimamente a mediados del mes de septiembre, llevado a cabo por la organización de cada sede vecinal de las barriadas y diversos colaboradores.

## Educación
En el Distrito Norte se encuentra:

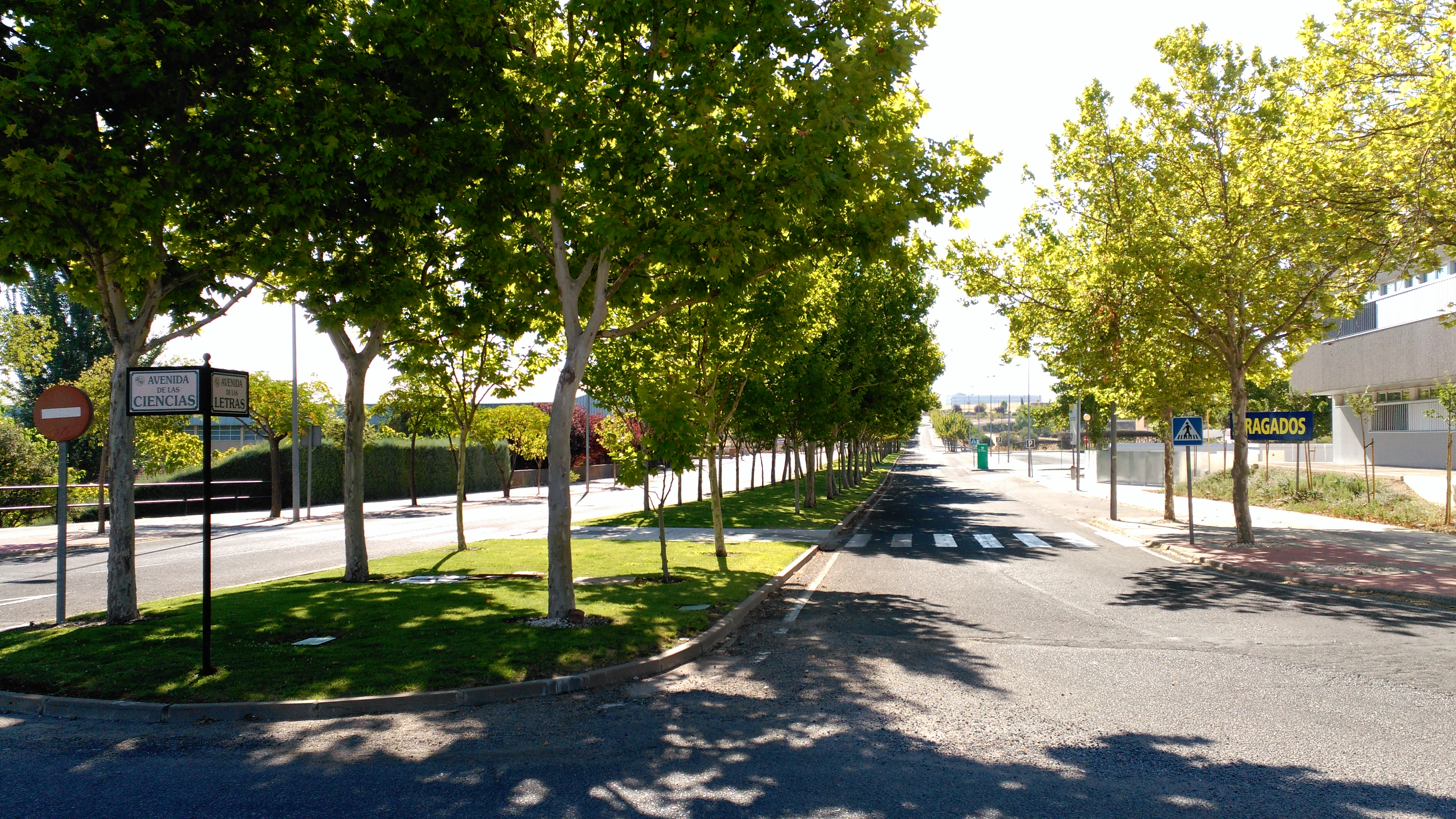
Avenida de las Letras, Campus Universitario

- El colegio Castra Caecilia (educación infantil y primaria)
- El colegio Diocesano (guardería, educación infantil, primaria y secundaria)
- El colegio Extremadura (educación infantil y primaria)
- El colegio Nazaret (guardería, educación infantil, primaria y secundaria)
- El IES Universidad Laboral
- El Campus Universitario de Cáceres

## Transportes

### Autobuses
- La  (Mejostilla - Espíritu Santo) tiene parada en: Av. Héroes de Baler, C/ Juan Rodríguez de Molina, C/ Tomás Pulido, C/ José Bermudo Mateos, C/ Ana Mariscal y C/ Simón Benito Boxoyo.
- La  (Nuevo Cáceres - Hospital Universitario) tiene parada en la Av. de la Universidad, Av. de las Ciencias, Av. de las Letras y C/ Arroyo de Valhondo.
- La  (Pza. Obispo Galarza - Residencial Universidad) tiene parada en la Av. de la Universidad y C/ Juan Manuel Rozas.
- La  (Cáceres El Viejo - Sierra de San Pedro) tiene parada en: Av. de Extremadura ,  C/ Arsenio Gallego Hernández, C/ Las Águilas, C/ Las Avutardas, C/ Emilio Cardenal Hernández, C/ Juan José Narbón y Av. de los Cuatro Lugares.
- La  (Campus Universitario - Av. Virgen de Guadalupe) tiene parada en la Av. de la Universidad, Av. de las Ciencias, Av. de las Letras.

### Taxis
En el Distrito Norte de la ciudad de Cáceres hay una parada de Taxis en Montesol, en la avenida Pozo de la Nieve.

## Noticias destacadas
Nace el distrito norte, que une a 15.000 vecinos de 16 barrios 17-11-2010

## Distritos de Cáceres
- Distrito Centro-Casco Antiguo (Cáceres)
- Distrito Norte (Cáceres)
- Distrito Sur (Cáceres)
- Distrito Oeste (Cáceres)
- Distrito Pedanías (Cáceres)